# Вільний Ідель-Урал
Вільний Ідель-Урал (рос. Свободный Идель-Урал, татар. Азат Идел-Урал, ерз. Олячив Рав-Уралонь) — громадський рух народів Надволжя, що ставить за мету здобуття незалежності республіками Мордовія, Чувашія, Марій Ел, Татарстан, Удмуртія, Башкортостан та створення інтеграційного об'єднання цих шести країн зі спільним кордоном, економічним простором та колективною системою безпеки. Учасники Форуму Вільних Народів Постросії.

## Історія
26 грудня 2017 року з російської колонії вийшов на волю один з лідерів татарського національного руху Рафіс Кашапов, заарештований 28 грудня 2014 року і засуджений у вересні 2015 року до 3 років колонії за критику анексії Криму. На початку лютого 2018 року він переїхав в Україну, де невдовзі зустрів однодумця, уродженця Мордовії ерзянина Сиреся Боляєня, військового на пенсії.
21 березня Рафіс Кашапов, Сиресь Боляєнь та невелика група їхніх однодумців провели у Києві пресконференцію, на якій заявили про створення громадського руху «Вільний Ідель-Урал».
Перші 5 місяців своєї діяльності організація не виступала з відверто сецесіоністських позицій, а декларувала свою боротьбу за відновлення республіками Поволжя реального суверенітету. Однак, після ухвалення Державною думою закону про порядок вивчення рідних мов у загальноосвітніх навчальних закладах, яким було вилучено державні мови республік з обов'язкової частини навчальних програм, «Вільний Ідель-Урал» змінив мету своєї діяльності.
25 липня 2018 року «Вільний Ідель-Урал» оголосив, що прагне до побудови у майбутньому незалежних національних демократичних держав: Ерзянь Мастору, Мокшень Мастору, Чувашії, Марій Ел, Татарстану, Удмуртії і Башкортостану. При цьому Рух наголосив, що дотримується ненасильницьких методів опору. Вже за кілька днів російські ЗМІ повідомили, що проти співзасновника Руху Рафіса Кашапова порушено нову кримінальну справу за публікацію в мережі Інтернет матеріалів, що розпалюють ворожнечу за ознаками раси, національності, мови, приналежності до релігії.

## Ідеологія
«Вільний Ідель-Урал» позиціоює себе як масовий громадсько-політичний рух, заснований на засадах демократизму і гуманізму. Мета — побудова у майбутньому незалежних національних демократичних держав: Ерзяно-Мокшанії, Чувашії, Марій Ел, Татарстану, Удмуртії і Башкортостану. Головними цілями організації є боротьба за реалізацію соціальних, культурних і релігійних прав народів ерзя, мокша, чувашів, марі, татар, удмуртів та башкир.

### Статус Республік Ідель-Уралу

Засновники руху «Вільний Ідель-Урал» зліва направо: Сиресь Боляєнь (ерзя), Ростислав Мартинюк (українець, член київського товариства «Ерзянь Вал»), Рафіс Кашапов (татарин), Ільмір Імаєв (татарин). Київ, 21 березня 2018 р.

Організація ставить перед собою за мету побудову незалежних національних демократичних держав: Ерзяно-Мокшанії, Чувашії, Марій Ел, Татарстану, Удмуртії і Башкортостану. «Вільний Ідель-Урал» заявляє, що прагне згуртувати ці національні республіки в єдине інтеграційне об'єднання (на зразок Європейського Союзу). Рух декларує, що кожна республіка самостійно реалізовуватиме свою внутрішню і зовнішню політику, але всі разом забезпечуватимуть себе колективною безпекою, спільно охоронятимуть зовнішній кордон, матимуть єдиний митний простір та грошову одиницю тощо.
Водночас «Вільний Ідель-Урал» презентував програму, де окреслив власні мети та завдання до моменту набуття Республіками Ідель-Уралу державної самостійності. Зокрема, на етапі перебування 6 республік у складі РФ, Рух виступає за побудову відносин між республіками і федеральним центром на договірних засадах. Республіки Ідель-Уралу повинні володіти правом вето щодо розгляду тих питань, які торкаються їхніх інтересів, а також самостійно вступати у зносини з іншими державами та міжнародними організаціями. У конституціях Республік Ідель-Уралу слід визначити статус громадянина та ухвалити закони про громадянство.
«Вільний Ідель-Урал» закликає уряди та громадян республік Поволжя відмовитись від ідеї перегляду кордонів між республіками. Тема перегляду кордонів між республіками Ідель-Уралу є надзвичайно популярною не лише серед націоналістичних рухів корінних народів регіону, але й серед широких громадських кіл. Зокрема, серед волзьких татар побутує думка, що кордон не лише проведений несправедливо (мовляв райони заселені татарами відійшли до Башкортостану), але й на кордоні республік штучно встановили часовий пояс, — ці відмінності, на думку татарської громадськості, покликані ускладнити зв'язки між татарами, які мешкають в обох республіках. Суперечка щодо зміни кордону між республіками Татарстан та Башкортостан безуспішно триває від 1991 року. Ця тема залишається вкрай чутливою як для татар, так і для башкир. Однак, суперечки щодо перегляду кордонів між республіками стосуються не лише татаро-башкирських взаємин. Наприклад, у грудні 2019 р. активісти із м. Алатир в Чувашії запропонували провести референдум щодо включення міста до складу Республіки Мордовія. Хоча «Вільний Ідель-Урал» не підтримує подібного роду ініціатив, рух активно виступає за перегляд зовнішніх кордонів республік — тих, що межують не з національними республіками, а з областями. Зокрема, «Вільний Ідель-Урал» публічно закликає до ліквідації Оренбурзького коридору шляхом передачі до складу Башкортостану двох районів Оренбурзької області: Кувандицького та Гайського.
Одним з проектів руху стала розробка політичної карти Ідель-Уралу, що була презентована у Львові 23 вересня 2018 року в рамках «Форуму видавців». Один із співзасновників «Вільного Ідель-Уралу» Боляєнь Сиресь зазначив, що хоча етнічні землі башкир, татар, чувашів, марі, ерзі та мокші поширюються далеко за межі сучасних республік — перегляд кордонів, особливо кордонів між республіками, матиме катастрофічні наслідки для національних рухів Ідель-Уралу. На думку Боляєня Сиреся сам факт наявності республік, з визнаними адміністративними кордонами — це великий здобуток національних рухів, що слугуватиме відправною точкою в процесі здобуття незалежності від РФ.

### Військо та служба в армії
На території Республік Ідель-Уралу необхідно створити спеціальні територіальні військові формування, у яких проходитимуть обов'язкову військову службу громадяни Республік Ідель-Уралу, незалежно від їх національності. Військову або поліційну службу, терміном один рік, повинен відбути кожен громадянин віком від 18 до 30 років. Кожен громадянин, який пройшов таку службу, набуває право володіти та носити зброю. Продаж зброї дозволений лише громадянам віком від 21 року і лише у державних магазинах.
Рух виступає проти несення обов'язкової військової служби громадянами Республік Ідель-Уралу за межами цих республік.
«Вільний Ідель-Урал» добивається проголошення Республік Ідель-Уралу зоною вільною від ядерної зброї. Рух виступає за виведення з території Республік Ідель-Уралу зброї масового ураження і скорочення кількості звичайного озброєння.

### Національна політика

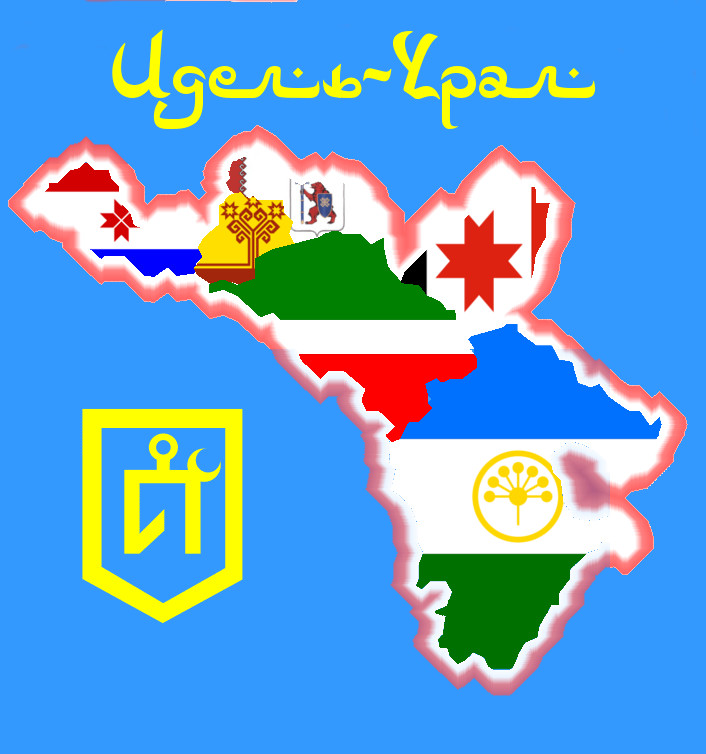
Карта республік Ідель-Уралу

Рух бореться за реалізацію права народів Ідель-Уралу на повний цикл шкільної та університетської освіти державними мовами Республік Ідель-Уралу. Державні мови є обов'язковими для вивчення у навчальних закладах всіх форм власності: з першого та до останнього класу. У представницьких органах влади слід запровадити квотний принцип формування, згідно з якими більшість мандатів завжди гарантовано залишатиметься за представниками корінних народів.
На території Республік Ідель-Уралу слід забезпечити культурну автономію корінним народам, створити умови для реалізації їх культурних та соціальних прав, — насамперед права на освіту рідною мовою, права створювати власні товариства та ЗМІ.
У діловодстві та державному управлінні слід використовувати державні мови, а у зносинах між суб'єктами РФ — російську мову. У сфері соціального обслуговування слід забезпечити використання державних мов Республік Ідель-Уралу.
Населеним пунктам та об'єктам топоніміки слід повернути їх автентичні назви, що були замінені чи спотворені в результаті колоніальної політики.

## Діяльність
Організація має своїх активістів в Україні, Польщі, Великій Британії, США, Туреччині, Естонії та Фінляндії. Основними напрямками роботи «Вільного Ідель-Уралу» є просвітницька та правозахисна діяльність. Активісти проводять мітинги та пікети під дипломатичними представництвами Російської Федерації в європейських державах з метою привернення уваги до проблем корінних народів Поволжя. Рух фінансово підтримує родини політичних в'язнів, які відбувають покарання в Росії, а також доносить інформацію до світової громадськості про становище ерзянського, мокшанського, чуваського, марійського, татарського, удмуртського та башкирського народів в Ідель-Уралі.
«Вільний Ідель-Урал» здійснює радіомовлення ерзянською мовою в інтернеті: кілька разів на місяць виходять огляди новин світової політики, економіки, спорту та культури. Також щомісяця у мережі з'являється програма «Торпингень блокнот» (ерз. «Військовий нотатник»), у якій висвітлюються події військових конфліктів, обговорюється новинки військово-промислового комплексу та розповідається про військову історію народу ерзя.

### Розширення суверенітету
Представники руху добиваються відновлення суверенітету республік Ідель-Уралу, якій вони мали у першій половині 1990-х років. Під час обговорення у 2020 році путінських правок до конституції РФ, «Вільний Ідель-Урал» публічно звернувся до керівництва і до жителів республік Ідель-Уралу. У своєму зверненні активісти звинуватили Кремль у тому, що «РФ де-факто вже не федерація, а привілейоване становище російської нації закріплене фактично сформованими відносинами між центром і регіонами» і висунули Москві 10 власних вимог:
|  | 1. Верховенство принципів міжнародного права. 2. Поновлення реєстрації національних політичних партій. Свобода вибору і свобода волевиявлення. 3. Відрахування до федерального бюджету не можуть перевищувати 15% від доходів суб’єктів федерації. 4. Повернути статус Президентів керівникам національних республік, а також закріпити в конституції правовий статус Президента Республіки і народних обранців. 5. Суб’єктам федерації слід надати право вето при вирішенні питань зовнішньої та внутрішньої політики, які зачіпають їхні інтереси, а також дозволити їм ефективно реалізовувати своє право самостійно вступати в безпосередні зв’язки і відносини з іншими державами, брати участь в роботі міжнародних організацій. 6. Створення територіальних військових формувань, в яких могли б проходити строкову або контрактну службу жителі суб’єктів федерації, незалежно від їхнього соціального стану, мови, партійної, релігійної та національної приналежності. 7. Залучення територіальних військових формувань до бойових дій – тільки за згодою суб’єкта федерації, на території якого створено такі формування. 8. Надати державним мовам суб’єктів федерації статус пріоритетних мов місцевого діловодства. Російська – мова міжнаціонального спілкування. 9. Забезпечити повний освітній цикл державними мовами суб’єктів федерації. Державні мови суб’єктів федерації є обов’язковими для вивчення в загальноосвітніх школах всіх форм власності на території суб’єкта федерації з першого і до останнього класу. 10. Суб’єкти федерації самостійно визначають власну гуманітарну політику. Втручання Москви в питання освіти, розвитку духовності та культури суб’єктів федерації є неприпустимим. |

В інтерв'ю виданню «Idel.Реалии» співзасновник руху Сиресь Боляєнь заявив, що «Вільний Ідель-Урал» насамперед апелює до мешканців Ідель-Уралу, а не до чинної влади.

### Захист мов
Першими масовими акціями руху стали публічні заходи на підтримку ерзянської, мокшанської, чуваської, марійської, татарської, удмуртської та башкирської мов. У квітні 2018 року, з ініціативи руху, стартувала міжнародна адвокаційна кампанія «Захистимо мови Ідель-Уралу!» під час якої активісти в Ідель-Уралі та за його межами, фотографувались у публічних місцях із плакатами на підтримку рідної мови. Фото поширювались у соціальних мережах із закликом проявляти мовну стійкість і чинити опір русифікації.
Завершенням кампанії стало проведення 28 квітня 2018 року одночасних пікетів дипломатичних представництв Російської Федерації у різних державах світу. Акції відбулись під гаслом «Захистимо мови Ідель-Уралу!», і мали на меті привернути увагу світової громадськості до проблеми політики русифікації, яку проводить Москва над народами Ідель-Уралу: ерзя, мокша, марі, чувашами, удмуртами, татарами і башкирами.

Громадський рух «Вільний Ідель-Урал» пікетує посольство РФ у Києві з вимогою зупинити русифікацію системи освіти в Республіках Ідель-Уралу. 28.04.18
Рафіс Кашапов дає інтерв'ю українському телеканалу під час акції «Захистимо мови Ідель-Уралу!». Київ, 2018 р.

Організатори акції пояснили пікети дипломатичних представництв РФ наступним чином.
| | Татари – друга за чисельністю нація в Російській Федерації. Ми міцно тримаємось власних традицій, релігії та мови. Ми хочемо залишатися собою, бути татарами. Однак наші прагнення не поділяє Москва, що намагається перетворити всі нації РФ на росіян та стерти нашу ідентичність. Свіжий приклад – агресивне витіснення національних мов зі шкільної освіти. Наші школи у примусовому порядку переводять на російську мову викладання, а неросійським сім’ям глузливо пропонують писати заяви з проханням дозволити вивчати рідну мову на своїй рідній землі. Громадських активістів, які намагаються протистояти русифікації освіти, жорстко пресує поліція та ФСБ. Якщо багатомільйонна татарська нація переживає такі важкі часи – уявіть реальне становище інших народів Ідель-Уралу, наприклад удмуртів. |
| — пояснив співзасновник руху «Вільний Ідель-Урал», колишній політв’язень з Татарстану Рафіс Кашапов. | |

|                                                                                     | Москва поводиться з народами Ідель-Уралу так само, як адміністрація ГУЛАГу з в’язнями. Нас переслідують і тероризують, контролюють кожен прояв громадської активності, водночас для цивілізованого світу Кремль постійно повторює, що «їм все можна». Мовляв, їм ніхто не забороняє говорити рідною мовою чи співати своїх пісень – головне, щоб робили це тихо і прав не качали. Навіть існують спеціально надресировані художні колективи. Ці колективи показують пресі у назначені владою дати. Однак ніхто не показує ерзянських бізнесменів, зірок шоу-бізнесу чи впливових політиків – бо їх немає. Росія не може запропонувати нашим народам розвитку. Нам пропонують тільки клітку. |
| — розповів співзасновник руху «Вільний Ідель-Урал», ерзянський поет Сиресь Боляєнь. | |

Активісти Руху з різних куточків світу активно коментують мовну політику РФ, зокрема обмеження вивчення державних мов у школах Республік Ідель-Уралу. У серпні 2018 року співзасновник «Вільного Ідель-Уралу» Сиресь Боляєнь провів у Києві пресконференцію для українських журналістів, на якій розкритикував політику русифікації шкільної освіти в Поволжі. Активіст зазначив, що в сучасній Росії вивчення національної мови примусово зводиться до рівня показухи та «літературщини», коли мову певного етносу використовують лише для демонстрації удаваного рівноправ'я націй. Він провів аналогію з українською «шароварщиною», яка заохочувалася, зокрема, в СРСР, і полягала у тому, що національним меншинам дозволяли співати та віршувати своєю мовою, але не дозволяли нею творити політику, тим більше політику, яка не корелюється з імперською. В Росії, як і в СРСР представників, інших етносів переконують у пріоритетності російської мови як передової, і водночас намагаються переконати у вторинності національних мов. Наприклад, для підтримки національної ерзянської мови місцеві громади поки що проводять певну роботу, але це робиться у багатьох випадках показово, на свято, раз на рік, і така ситуація складається і з багатьма іншими мовами корінних народів Російської Федерації.
У 2018 році організація звернулась до міністрів культури республік Мордовія, Чувашія і Татарстан із пропозицією розпочати процес дублювання державними мовами республік популярних голівудських фільмів: «Хоробре серце», «Втеча з Шоушенка» тощо. Чиновники не підтримали ініціативи «Вільного Ідель-Уралу».
Коштом організації здійнсюється запис аудіокниг ерзянською мовою. Зокрема, у межах проєкту «Экшка вал» (ерз. «Таємне слово»), озвучено три оповідання сучасного ерзянського письменника Александра Тікшайкіна.

### Підтримка політв'язнів
16 травня 2018 року «Вільний Ідель-Урал» пікетував Посольство Російської Федерації в Україні. Учасники акції озвучили дві вимоги: припинити переслідування активістів національних рухів та звільнити з тюрми татарського в'язня Даніса Сафаргалі — засновника Асоціації корінних народів РФ, відомого правозахисника, який був засуджений до 3 років позбавлення волі. Російський суд інкримінував Сафаргалі вчинення злочинів за частиною 2 статті 115 («Умисне заподіяння легкої шкоди здоров´ю з хуліганських мотивів») та частиною 2 статті 213 («Хуліганство групою осіб за попередньою змовою») КК РФ. 27 жовтня 2016 року щодо нього порушено ще одну карну справу за частиною 1 статті 282 КК РФ («Розпалювання ненависті та ворожнечі з використанням мережі „Інтернет“») за критичні публікації про російську владу. Приводом для арешту правозахисника стала бійка, під час якої Даніс намагався захистити від нападників свою вагітну дружину.

Пікет під стінами посольства РФ в Україні на підтримку Даніса Сафаргалі. 16 травня 2018 р.
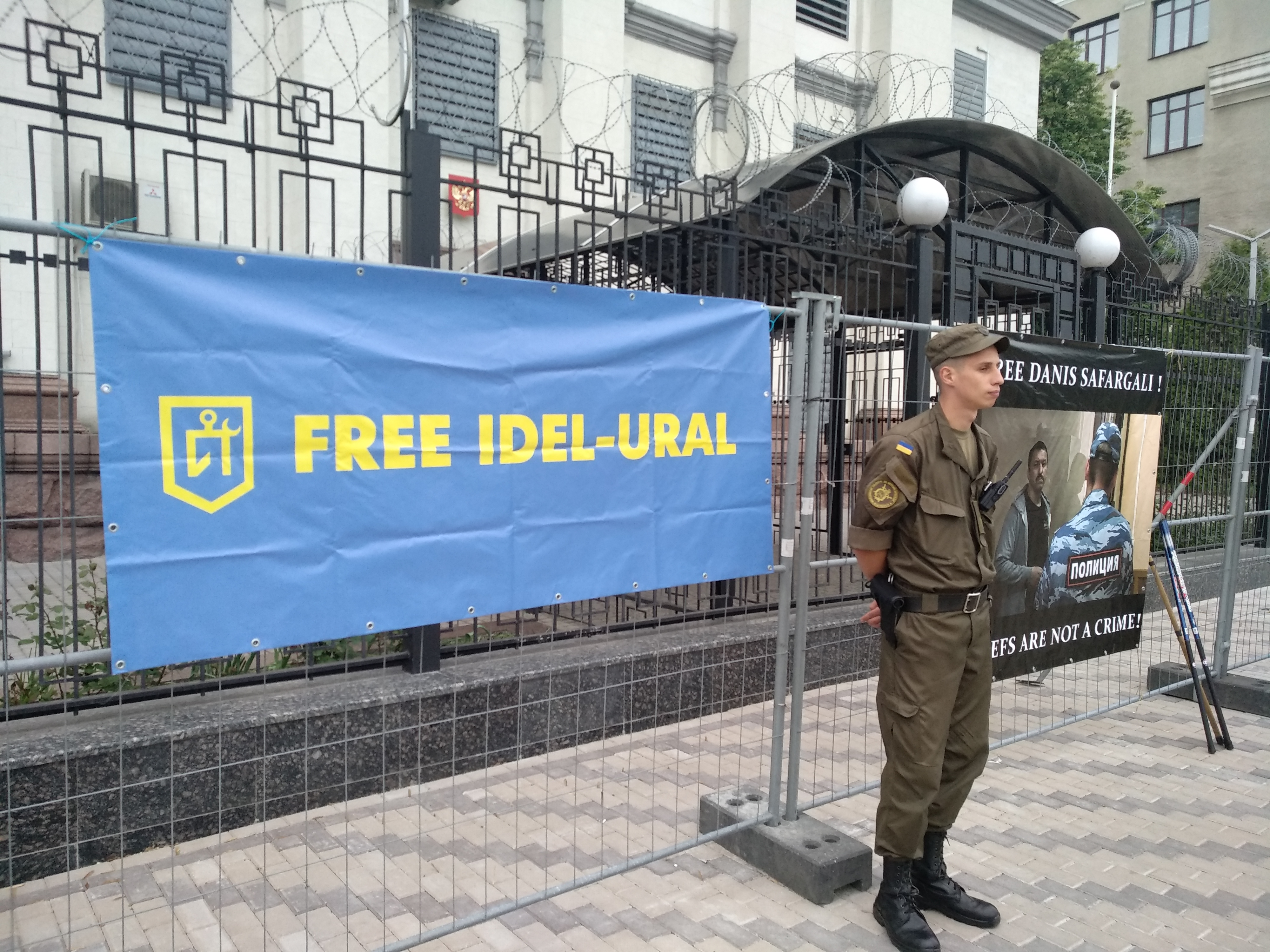
Банер «Вільного Ідель-Уралу» на паркані посольства РФ у Києві. 2018 р.
Волонтери «Вільного Ідель-Уралу» спілкуються із футбольними вболівальниками про політичну ситуацію в Республіках Ідель-Уралу. Фінал «Ліги чемпіонів». Київ, 19 серпня 2018 р.

Пікетувальники принесли банер з портретом політв´язня і гаслом «Free Danis Safargali! Beliefs are not a crime!» (англ. «Свободу Данісу Сафаргалі! Переконання — це не злочин!»). Активісти вигукували гасла «Даниска ирек!» (тат. «Свободу Данісу!») і «Свободу Сафаргалі!». Протягом акції співробітники посольства так і не вийшли до активістів.

### Інформування міжнародної спільноти
«Вільний Ідель-Урал» здійснює моніторинг ситуації із дотримання прав людини в Ерзяно-Мокшанії, Чувашії, Марій Ел, Татарстану, Удмуртії і Башкортостані. Про всі факти порушень, як і про мету та завдання Руху, активісти намагаються поінформувати міжнародну спільноту. У країнах розселення діаспор народів Ідель-Уралу проводяться різного роду просвітницькі акції, що мають на меті привернути увагу іноземців до проблем визвольного руху.
Наприклад, 26 травня 2018 року громадський рух «Вільний Ідель-Урал» провів акцію біля стадіону «Олімпійський», на якому проходив фінальний матч Ліги чемпіонів між англійським «Ліверпулем» та іспанським «Реалом». Активісти «Вільного Ідель-Уралу» розгорнули на вході до стадіону банер «Kremlin kills native nations!» (англ. «Кремль знищує корінні народи!») та поширювали серед уболівальників буклети англійською та українською мовами про політичну ситуацію в Республіках Ідель-Уралу. Волонтери спілкувались із іноземцями про репресії у республіках Поволжя, про відсутність справедливого судочинства та свавілля силових структур, про заборону обов'язкового вивчення національних мов у школах, про необхідність міжнародного тиску на Кремль тощо.
7 грудня 2018 року в Комітеті у закордонних справах Верховної Ради України відбувся «круглий стіл» на тему «Порушення прав корінних народів у Російській Федерації», який зібрав українських парламентарів, дипломатів, науковців, правозахисників та політичних емігрантів з Росії. З окремими доповідями про політичну ситуацію в республіках Поволжя виступили активісти громадського руху «Вільний Ідель-Урал». Учасники «круглого столу» констатували систематичні порушення громадянських, національних, релігійних та політичних прав представників корінних народів Росії, переслідування та залякування активістів, нелояльних до чинної влади. В ході обговорення прозвучали імена активістів національних рухів, яких в Росії переслідують за політичні переконання. Окрему увагу члени «Вільного Ідель-Уралу» акцентували на справі татарського діяча Даніса Сафаргалі, визнаного правозахисними організаціями політичним в'язнем. Були озвучені факти перешкоджання органами влади діяльності таких організацій як «Botentatar Ictimagi Uzage», «Azatliq» і «Basqort». У заході взяло участь до 60 осіб, серед них і народні депутати Рефат Чубаров, Борис Тарасюк, Ігор Луценко, Сергій Висоцький. Голова парламентського Комітету у закордонних справах Ганна Гопко повідомила, що вже на найближчих сесіях міжнародних організацій українські делегати порушать питання утиску прав корінних народів в Росії. Своєю чергою, Рефат Чубаров звернувся до колег-депутатів з ініціативою сформувати в українському парламенті міжфракційне об'єднання, що займатиметься захистом прав корінних народів Російської Федерації.
У січні 2019 року «Вільний Ідель-Урал» звернувся до Верховного Комісара ОБСЄ у справах національних меншин із проханням допомогти ерзянам встановити у Саранську пам'ятник своєму національному герою — Інязору Пургазу. В організації заявили, що потреби корінного народу Республіки Мордовія продовжують ігноруватися, а будь-які прояви громадської активності ерзян сприймаються владою як виклик територіальній цілісності Росії. У серпні того ж року співзасновник руху Сиресь Боляєнь звернувся до Офісу Верховного комісара ООН з прав людини з проханням допомогти реалізувати право ерзянського народу на збереження ерзянської культури та вшанування власних національних героїв. Не зважаючи на те, що Офіс Верховного комісара ООН з прав людини ніяк не відреагував на звернення — воно одержало широкий суспільний резонанс як в Республіці Мордовія, так і закордоном.

## Критика Руху

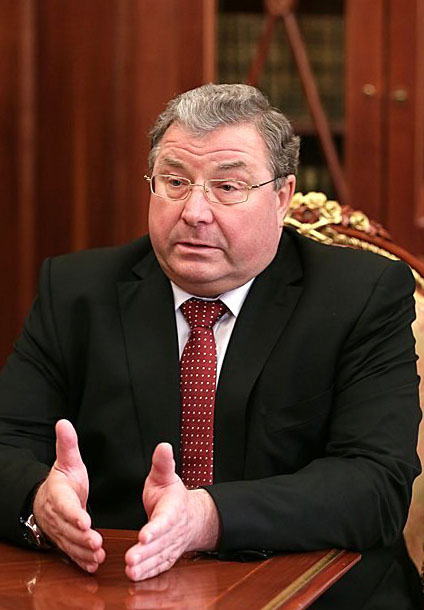
Глава Республіки Мордовія Володимир Волков — один із критиків та опонентів руху «Вільний Ідель-Урал».

Низка російських блогерів і журналістів звинуватили «Вільний Ідель-Урал» у співпраці зі спецслужбами США та України. Крім того, від опонентів Руху часто лунають звинувачення на адресу радіо «Свобода», мовляв, проєкт «Idel.Реалии» тісно пов'язаний із сепаратистською організацією «Вільний Ідель-Урал». Гострій критиці прибічники Володимира Путіна піддають і лідерів Руху. Так, Сиреся Боляєня звинувачують у найманстві та участі в російсько-українській війні на боці України. Боляєнь не заперечує того факту, що дійсно воював проти росіян на Донбасі, однак заявляє, що не є найманцем, а пішов служити в українську армію добровільно.
Особливо гостро діяльність «Вільного Ідель-Уралу» критикується у Республіці Мордовія, в Татарстані та Башкортостані. Ймовірно це пов'язано з тим, що саме у цих республіках зосереджена більшість прихильників руху. Діяльність «Вільного Ідель-Уралу» в Чувашії, Марій Ел та Удмуртії малопомітна. Водночас у Мордовії розгорнута широка інформаційна кампанія проти активістів руху та Інязора ерзянського народу (головного старійшини) Сиреся Боляєнь, який, за сумісництвом, є одним із лідерів руху «Вільний Ідель-Урал». До цієї кампанії підключені як урядові структури, так і представники провладних ЗМІ. Відомо, що в Республіці Мордовія забороняють навіть культурні заходи, які можуть бути пов'язані із «Вільним Ідель-Уралом». Лідери руху перебувають у відкритій конфронтації із Главою Республіки Володимиром Волковим та Мером Саранська Пьотром Тултаєвим. Якщо у 2019 році мордовськими чиновниками та журналістами озвучувалась теза про «нелегітимність Інязора» і навіть про «нікчемність такої посади», то вже 2020 року ситуація докорінно змінилась. Авторитет Інязора серед ерзян, як і його політичний вплив, помітно зросли, на що вказує американський мозковий центр The Jamestown Fondation. Про це свідчить низка закордонних візитів Інязора до балтійських держав та інтерв'ю в естонській пресі, де ерзянський лідер гостро критикує Москву за її національну політику. У російських ЗМІ почали з'являтися коментарі різних юристів і адвокатів, які застерігають ерзян від контактів із Сиресєм Боляєнь та погрожують кримінальним переслідуванням та позбавленням волі навіть за «незаконні репости і лайки» під його дописами.
Часто російські ЗМІ намагаються залучити в союзники по критиці «Вільного Ідель-Уралу» міжнародних авторитетів. Наприклад, у 2019 році видання «Вечірній Саранськ» взяло інтерв'ю у відомого американського фіно-угориста, доктора філософії Джека Рютера. Значна частина розмови була присвячена постаті співзасновника «Вільного Ідель-Уралу» Сиреся Боляєнь. Журналіст звинуватила Сиреся Боляєнь у нападах на співробітників «Беркуту» у 2014 році та у бойових діях на Донбасі (на українському боці). Відповіді американського вченого були досить стриманими. Він не став коментувати політичні погляди Сиреся Боляєнь, водночас відзначив його вагомий внесок у збереженні ерзянської мови та національної ідентичності.
У липні 2022 року Росія визнала «Вільний Ідель-Урал» «небажаною організацією».